# كلايف تومسون
كلايف تومسون (بالإنجليزية: Clive Thompson)‏ هو صحفي أمريكي، ولد في 1968.